# Neochaetoplagia pastranai
Neochaetoplagia pastranai là một loài ruồi trong họ Tachinidae.